# Deuxième circonscription d'Enemor et Aner
La deuxième circonscription d'Enemor et Aner est une des 121 circonscriptions législatives de l'État fédéré des nations, nationalités et peuples du Sud, elle se situe dans la Zone Gurage. Sa représentante actuelle est Terunesh Tariq Aygweda.